# Labathude
Labathude is een gemeente in het Franse departement Lot (regio Occitanie) en telt 181 inwoners (2004). De plaats maakt deel uit van het arrondissement Figeac.

## Geografie
De oppervlakte van Labathude bedraagt 10,2 km², de bevolkingsdichtheid is 17,7 inwoners per km².
De onderstaande kaart toont de ligging van Labathude met de belangrijkste infrastructuur en aangrenzende gemeenten.

## Demografie
Onderstaande figuur toont het verloop van het inwonertal (bron: INSEE-tellingen).